# Orconikidze (ort i Azerbajdzjan, Bejläqan)
Orconikidze är en ort i Azerbajdzjan.   Den ligger i distriktet Bejläqan, i den centrala delen av landet, 210 km väster om huvudstaden Baku. Orconikidze ligger 98 meter över havet och antalet invånare är 1 557.
Terrängen runt Orconikidze är platt. Närmaste större samhälle är Shakhsevan Pervoye, 5,4 km öster om Orconikidze.
Trakten runt Orconikidze består till största delen av jordbruksmark. Runt Orconikidze är det ganska tätbefolkat, med 104 invånare per kvadratkilometer.